# Insurrection de Bala Hissar
Conflit afghan
Batailles
L'insurrection de Bala Hissar est un soulèvement qui a eu lieu le 5 août 1979 dans la forteresse historique de Bala Hissar, à la limite sud de Kaboul, en Afghanistan. Des insurgés, ainsi que des officiers rebelles de l'armée afghane se sont infiltrés et ont occupé la forteresse. Ils ont été accueillis par des bombardements aériens impitoyables par les avions MiG du gouvernement Khalq et des attaques de chars d'artillerie,.
Le soulèvement est commandé par Faiz Ahmad (en) du Groupe révolutionnaire marxiste (mais anti-Khalq) des peuples d'Afghanistan (RGPA (en)) et organisé par le Front des combattants de la liberté des moudjahidines d'Afghanistan (AMFF (en)), un front uni de groupes antigouvernementaux maoïstes et islamistes modérés. L'action était la première d'une série d'insurrections prévues dans les principales garnisons et bases de l'armée, l'objectif étant de porter un coup militaire et politique au gouvernement PDPA / Khalq au pouvoir et d'ouvrir la voie à un coup d'État militaire.
Après la bataille de cinq heures, des dizaines de cadres maoïstes sont tués ou arrêtés, et le gouvernement reprend rapidement le contrôle. Certains membres du comité central du RGPA comme Mohammad Mohsin, Mohammad Dawod et d'autres sont exécutés à la prison de Pul-e-Charkhi. Des camions haut-parleurs du gouvernement ont fait le tour de Kaboul en annonçant que l'action militaire était une représailles à un autre complot impérialiste international contre le « régime populaire ».
À l'exception du soulèvement de Hérat, la rébellion de Bala Hissar fut la plus importante des nombreux soulèvements ayant eu lieu dans tout l'Afghanistan en 1979 avant le début de la guerre soviéto-afghane.